# Halfway (Oregon)
Halfway az Amerikai Egyesült Államok északnyugati részén, Oregon állam Baker megyéjében, az Alexander Stalker-tanyán, Pine és Cornucopia között félúton helyezkedik el. A 2010. évi népszámláláskor 288 lakosa volt. A város területe 0,96 km², melynek 100%-a szárazföld.
1887-ben nyitották meg postahivatalát, de a várost 1907-ben egy másik helyen alapították meg; 1908-ban a hivatalt az új helyre költöztették, és 1909-ben Halfway városi rangot kapott.
2001-ben a legnagyobb foglalkoztatók a Pine Eagle Iskolakerület, az Idaho Power Company és az Egyesült Államok Erdészeti Hivatala, melyek összesen 125 embert foglalkoztattak.

## Névváltoztatás
1999 decemberében, a dotkomlufi idején, az e-kereskedelem elterjedésekor a város Half.comra nevezte át magát. Cserébe 110 ezer dollárt, és 20 számítógépet kaptak a helyi iskolába. A település volt az első, amely .comot tartalmazó webcímre kereszteli át magát. Halfway azért tűnt ideális helyszínnek, mert kevés lakosa van, és földrajzilag is beleillik a honlap profiljába. „4 mérföldre vannak az északi szélesség 45. fokától, azaz félúton az Egyenlítő és az északi sark között.” Halfway neve hivatalosan nem változott meg. Két táblát is kihelyeztek a város határára „Amerika első dotkom városa” felirattal. Az egyiket licitre bocsátották, és a Half.com alapítója, Josh Kopelman nyerte meg. Az oldalt később felvásárolta az eBay.
A pénzügyi nehézségek 2004-ben visszatértek, amikor egy vállalat 530 ezer dollárt követelt a várostól.

## Éghajlat
A térségre jellemző az ingadozó időjárás; a nyarak általában melegek vagy forróak (és gyakran nyirkosak); a telek pedig hűvösek (néha hidegek). A Köppen-skála alapján a város éghajlata nedves kontinentális. A legcsapadékosabb a november–január, a legszárazabb pedig a július–október közötti időszak. A legmelegebb hónap július, a leghidegebb pedig január.
| Hónap                                   | Jan.  | Feb.  | Már.  | Ápr.  | Máj. | Jún. | Júl. | Aug. | Szep. | Okt.  | Nov.  | Dec.  | Év    |
| --------------------------------------- | ----- | ----- | ----- | ----- | ---- | ---- | ---- | ---- | ----- | ----- | ----- | ----- | ----- |
| Rekord max. hőmérséklet (°C)            | 14,0  | 19,0  | 26,0  | 33,0  | 36,0 | 40,0 | 41,0 | 42,0 | 40,0  | 33,0  | 22,0  | 16,0  | 42,0  |
| Átlagos max. hőmérséklet (°C)           | 0,7   | 4,6   | 10,6  | 16,8  | 21,9 | 26,1 | 31,7 | 31,0 | 16,0  | 18,0  | 8,1   | 2,0   | 15,7  |
| Átlaghőmérséklet (°C)                   | −4,4  | −1,4  | 3,7   | 8,3   | 9,4  | 16,3 | 20,4 | 19,5 | 10,0  | 8,8   | 2,2   | −2,8  | 7,6   |
| Átlagos min. hőmérséklet (°C)           | −9,5  | −7,4  | −3,3  | −0,2  | 3,2  | 6,4  | 9,0  | 7,9  | 3,9   | −0,4  | −3,8  | −7,6  | −0,1  |
| Rekord min. hőmérséklet (°C)            | −37,0 | −36,0 | −22,0 | −13,0 | −8,0 | −3,0 | −1,0 | −2,0 | −8,0  | −16,0 | −31,0 | −35,0 | −37,0 |
| Átl. csapadékmennyiség (mm)             | 85    | 60    | 47    | 40    | 41   | 35   | 11   | 13   | 20    | 33    | 70    | 89    | 544   |
| Forrás: Western Regional Climate Center |       |       |       |       |      |      |      |      |       |       |       |       |       |

## Népesség

### 2010
A 2010-es népszámláláskor a városnak 288 lakója, 153 háztartása és 76 családja volt. A népsűrűség 300 fő/km2. A lakóegységek száma 199, sűrűségük 207,3 db/km2. A lakosok 94,1%-a fehér,  1,7%-a indián, 0,7%-a ázsiai, 0,3%-a a Csendes-óceáni szigetekről származik, 1,4%-a egyéb, 1,7%-a pedig kettő vagy több etnikumú. A spanyol vagy latino származásúak aránya 3,5% (1,7% mexikói,   1,7% egyéb spanyol vagy latino származású.)
A háztartások 18,3%-ában élt 18 évnél fiatalabb. 38,6% házas, 10,5% egyedülálló nő, 0,7% egyedülálló férfi, 50,3% pedig nem család. 46,4% egyedül élt; 19%-uk 65 éves vagy idősebb. Egy háztartásban átlagosan 1,88 személy élt; a családok átlagmérete 2,63 fő.
A medián életkor 52,7 év volt. A város lakóinak 17,7%-a 18 évesnél fiatalabb, 6,2% 18 és 24 év közötti, 11,7%-uk 25 és 44 év közötti, 41%-uk 45 és 64 év közötti, 23,3%-uk pedig 65 éves vagy idősebb. A lakosok 46,9%-a férfi, 53,1%-a pedig nő.

### 2000
A 2000-es népszámláláskor  a városnak 337 lakója, 159 háztartása és 87 családja volt. A népsűrűség 351 fő/km2. A lakóegységek száma 196, sűrűségük 204,2 db/km2. A lakosok 95,25%-a fehér,  2,97%-a indián,   0,3%-a egyéb-, 1,48%-a pedig kettő vagy több etnikumú. A spanyol vagy latino származásúak aránya 2,08% (0,9% mexikói,   1,2% pedig egyéb spanyol/latino származású.)
A háztartások 24,5%-ában élt 18 évnél fiatalabb. 43,4% házas, 9,4% egyedülálló nő; 45,3% pedig nem család. 39,6% egyedül élt; 24,5%-uk 65 éves vagy idősebb. Egy háztartásban átlagosan 2,12 személy élt; a családok átlagmérete 2,91 fő.
A város lakóinak 25,2%-a 18 évesnél fiatalabb, 4,5% 18 és 24 év közötti, 20,5%-uk 25 és 44 év közötti, 26,1%-uk 45 és 64 év közötti, 23,7%-uk pedig 65 éves vagy idősebb. A medián életkor 45 év volt. Minden 100 nőre 86,2 férfi jut; a 18 évnél idősebb nőknél ez az arány 81,3.
A háztartások medián bevétele 17 212 amerikai dollár, ez az érték családoknál $27 813. A férfiak medián keresete $23 750, míg a nőké $13 194. A város egy főre jutó bevétele (PCI) $12 997. A családok 24,5%-a, a teljes népesség 28,3%-a élt létminimum alatt; a 18 év alattiaknál ez a szám 40,2%, a 65 évnél idősebbeknél pedig 29,5%.

## Nevezetes személyek
- Babette March – modell[17]
- Barnaby Keeney – a Brown Egyetem korábbi rektora[18]
- Robert S. Summers – a Cornell Law School professzora[19]
- Inga Thompson – olimpikon[20]

## Fordítás
Ez a szócikk részben vagy egészben  a   Halfway, Oregon című angol Wikipédia-szócikk ezen változatának fordításán alapul.  Az eredeti cikk szerkesztőit annak laptörténete sorolja fel. Ez a jelzés csupán a megfogalmazás eredetét és a szerzői jogokat jelzi, nem szolgál a cikkben szereplő információk forrásmegjelöléseként.